# Distretto di Lilongwe
Il distretto di Lilongwe (ufficialmente Lilongwe District, in inglese) è un distretto del Malawi, appartenente alla Regione Centrale. Prende il nome dal suo capoluogo, Lilongwe, che è anche capoluogo della regione e capitale del paese.